# Latvijas Institūts

Logo des Lettischen Instituts

Das Lettische Institut (lett.: Latvijas Institūts) ist ein lettisches Kulturinstitut, dessen Aufgabe die Präsentation des Landes nach außen ist.
Der Sitz des Instituts ist die lettische Hauptstadt Riga. Leiterin des Institutes ist Aiva Rozenberga (seit 2016).

## Geschichte und Tätigkeit
Das Institut wurde 1998 auf Anweisung des Ministerkabinetts gegründet. Gründungsdirektor war Imants Ziedonis. Das Institut ist ein Teil der auswärtigen Kulturpolitik Lettlands.
Aufgabe des Instituts ist es, Lettland im Ausland bekannter zu machen. Dazu bietet das Institut Informationen zu landeskundlichen, kulturellen, wirtschaftlichen, historischen, sozialen und touristischen Themen. Es gibt die Publikationsreihe „Tatsachen über Lettland“ in verschiedenen Sprachen heraus. Im Jubiläumsjahr 2018 anlässlich des 100. Jahrestages der lettischen Unabhängigkeit ist das Lettische Institut mit dem internationalen Programm der 100-Jahr-Feiern betraut.